# マルコガタノゲンゴロウ
マルコガタノゲンゴロウ（Cybister lewisianus Sharp, 1873）は、コウチュウ目ゲンゴロウ科ゲンゴロウ亜科ゲンゴロウ属の水生昆虫。
絶滅のおそれのある野生動植物の種の保存に関する法律（種の保存法）に基づき「国内希少野生動植物種」として指定され、捕獲・採取・譲渡（販売など）が原則として禁止されている。

## 特徴
同属のコガタノゲンゴロウに酷似しているが、本種は腹面が黄褐色でより強い光沢がある点から区別できる。体長21 - 26ミリメートルで、体形は卵型・コガタノゲンゴロウに似るが比較的厚みがある。大きさはコガタノゲンゴロウよりわずかに小粒かつクロゲンゴロウよりわずかに大粒であることが多い。
背面は緑色か黒褐色で強い光沢がある。頭楯・前頭両側・上唇・前胸背・上翅側縁部は黄色で、上翅の黄色帯は側縁から側片に達し、翅端に向けて徐々に細くなる。頭部は細かくまばらに点刻され、前頭両側と複眼内縁部に浅いくぼみがある。前胸背はオスメスともに前縁部・側縁部などに点刻があるが、それ以外は滑沢で、上翅には3条の点刻列があり、オスメスとも滑沢で翅端部には不明瞭な雲状紋があり、上翅の長さは前胸の長さの4.5倍以下である。触角は黄褐色、口枝も黄褐色で、口枝末節は暗色となる。足は黄褐色で、中跗節・後脛節・後跗節は暗褐色である。腹面はコガタノゲンゴロウと異なり全体に黄色から赤身のある黄褐色で光沢が強く、後胸前側板・後基節外方・各腹節側方は黒い。オス交尾器中央片の先端は背面から見て2段構えになる。
森(2014)では「丸みが強く小粒で美しい種類」、中島・林ら(2020)では「背面の緑色が鮮やかで大変美しい種」とそれぞれ解説されている。

## 分布・生息
日本（本州・九州）・中国（中華人民共和国）・インドシナ半島に分布する種である。水質が良好な環境を好み、浮葉植物・抽水植物が豊富な止水域に生息する。
本種は特に「棚田部があってから深くなるような沼」を好む種で、都築・谷脇・猪田(2003)によれば「かなり大きな池沼の浅瀬部分、特に岸寄りの浅い水域」に生息している。生息地ではゲンゴロウとともに採集されることが多いが、本種の方がはるかに個体数が少ない。またクロゲンゴロウと混棲していることも多いが、泳ぎはクロゲンゴロウに比べて遅い。

## 生態
成虫は5月ごろに活動を開始して水草の茎に産卵し、幼虫は7月 - 8月ごろに出現する。新成虫は9月に現れ10月より水中にて成虫で越冬し、寿命は2 - 3年であるが冬季はほとんど採取できない。蛹室の直径は約25ミリメートル・幼虫上陸 - 蛹化までの前蛹期は7日 - 10日程度、蛹化 - 羽化までの蛹期は7日 - 12日程度である。
ゲンゴロウ・クロゲンゴロウの幼虫は水中で排泄するが、本種の幼虫は尾部を水面上に出して排泄する。

## 保全状況
かねてから極めて稀な種類で採集記録・現存標本数ともに非常に少なかったが、さらに生息状況が著しく悪化しており、2018年現在は絶滅危惧IA類 (CR)（環境省レッドリスト）に指定されている。国内では以下の各県から生息確認・採集記録があるが、太平洋側では絶滅しており（括弧内は当該都道府県のレッドデータブックにおけるランク）、2011年時点では東北・北陸・九州各地方の一部地域でしか残存が確認されていない（推定個体数：数千個体）。残る生息地は各県で数か所以下にまで減少し、2017年11月時点で国内に現存する生息地は15か所のみで絶滅の危機が強く迫っている。
2010年代に確実な記録がある県
- 東北地方 - 秋田県（準絶滅危惧種）[注 6][27][18][28]・山形県［絶滅危惧IA類（CR）］[注 7][29][30][31]・福島県（会津地方）[注 8][33]
- 北陸地方 - 石川県（能登半島北部に生息 / 絶滅危惧I類）[36]
- 九州地方 - 熊本県［絶滅危惧IA類（CR）］[注 9][38]

その他レッドデータブック記載などがある都府県
- 東北地方 - 青森県（Cランク[注 10]）[40]・岩手県（Aランク[注 11]）[注 12][42]・宮城県[注 13][23]
- 関東地方[注 14]
- 甲信越地方 - 新潟県[30]
- 近畿地方 - 三重県［絶滅種（EX）］[注 15][17]・和歌山県［絶滅種（EX）］[注 16][44][45]・大阪府［絶滅種（EX）］[46]・兵庫県[注 17]（Aランク[注 18]）[50]
- 中国地方 - 岡山県（絶滅危惧I類）[注 19][51]・広島県［絶滅種（EX）］[注 20][52][53]・島根県［絶滅危惧Ⅰ類（CR+EN）］[注 21][54]
- 四国地方[注 22]
- 九州地方 - 福岡県（絶滅種）[注 23][56]・佐賀県[注 24][57]・宮崎県［絶滅危惧IA類（CR-r）(rare)］[58]

2011年（平成23年）4月1日付でフチトリゲンゴロウ・シャープゲンゴロウモドキ・ヨナグニマルバネクワガタ・ヒョウモンモドキとともに「国内希少野生動植物種」（種の保存法）として指定され、捕獲・採取・譲渡（販売など）が原則として禁止されている。また、石川県では「種の保存法」指定に先立ち2006年（平成18年）5月1日付で「石川県指定希少野生動植物種」に指定され、生きている個体の捕獲・採取・殺傷・損傷が原則として禁止されている。

## 人間との関係
同属のゲンゴロウとほぼ同一方法で飼育できるが、前述のように現在は捕獲・譲渡などが原則として禁止されている。森(2014)では「飼育下では成虫の寿命は2年 - 4年程度で、他の大型ゲンゴロウ類とは異なり冬季はほとんど餌に反応せずじっとしていることが多い。希少さと裏腹にゲンゴロウ類の中では丈夫かつ繁殖も容易で、水生昆虫の入門種として勧められる種類だったが入手不可能になってしまった」と解説されている。